# Aleksander Mikołaj Tomaszewski
Aleksander Mikołaj Tomaszewski ps. „Wysocki” (ur. 6 grudnia 1890 w Warszawie. zm. wiosną 1940 w Charkowie) – major piechoty Wojska Polskiego, kawaler Orderu Virtuti Militari, szef sztabu Polskiej Organizacji Wojskowej w 1914 i 1915 roku, dyrektor Gimnazjum Państwowego im. Władysława IV w Warszawie w latach 1923–1939, doktor filozofii, ofiara zbrodni katyńskiej.

## Życiorys
Syn Floriana i Weroniki z Wysockich urodzony 6 grudnia 1890 w Warszawie. Członek Drużynach Strzeleckich w latach 1911–1914, potem w I Brygadzie Legionów Polskich. Od 1918 roku w sztabie gen. Edwarda Rydza–Śmigłego, następnie w 1 pułku piechoty Legionów. W 1922 roku został zwolniony z wojska. Absolwent Uniwersytetu Warszawskiego w 1931 roku.
8 stycznia 1924 został zatwierdzony w stopniu majora ze starszeństwem z 1 czerwca 1919 i 43. lokatą w korpusie oficerów rezerwy piechoty. Posiadał przydział w rezerwie do 1 Pułku Piechoty Legionów w Wilnie. W 1934, jako oficer rezerwy pozostawał w ewidencji Powiatowej Komendy Uzupełnień Warszawa Miasto III. Posiadał przydział w rezerwie do 10 Pułku Piechoty w Łowiczu.

W czasie kampanii wrześniowej 1939 – po agresji ZSRR na Polskę – w nieznanych okolicznościach dostał się do niewoli sowieckiej i przebywał w obozie w Starobielsku. Wiosną 1940 został zamordowany przez funkcjonariuszy NKWD w Charkowie i pogrzebany potajemnie w bezimiennej mogile zbiorowej w Piatichatkach, gdzie od 17 czerwca 2000 mieści się oficjalnie Cmentarz Ofiar Totalitaryzmu w Charkowie. Figuruje na Liście Starobielskiej NKWD pod pozycją 3290.
5 października 2007 minister obrony narodowej Aleksander Szczygło mianował go pośmiertnie na stopień podpułkownika. Awans został ogłoszony 9 listopada 2007 w Warszawie, w trakcie uroczystości „Katyń Pamiętamy – Uczcijmy Pamięć Bohaterów”.

## Ordery i odznaczenia
- Krzyż Srebrny Orderu Wojskowego Virtuti Militari nr 7081 – 17 maja 1922[16][17]
- Krzyż Niepodległości z Mieczami – 12 marca 1931 „za pracę w dziele odzyskania niepodległości”[18][19]
- Krzyż Walecznych czterokrotnie[20]